# Вежбе (Сілезьке воєводство)
Вежбе (пол. Wierzbie) — село в Польщі, у гміні Кошенцин Люблінецького повіту Сілезького воєводства.
Населення — 382 особи (2011).

## Демографія
Демографічна структура станом на 31 березня 2011 року:
|          | Загалом | Допрацездатний вік | Працездатний вік | Постпрацездатний вік |
| -------- | ------- | ------------------ | ---------------- | -------------------- |
| Чоловіки | 185     | 39                 | 135              | 11                   |
| Жінки    | 197     | 35                 | 124              | 38                   |
| Разом    | 382     | 74                 | 259              | 49                   |